# Себетване
Себетване, також Себітване чи Сібітуане (англ. Sebetwane, Sebitwane, Sibituane) († 7 липня 1851, Бароцеленд, сучасна Західна провінція, Замбія) — ватажок кололо (макололо), одного з кланів сото, під чиїм керівництвом вони, після того, як були вигнані зулусами зі своїх земель в Південній Африці, після важкої багатолітньої міграції через Трансвааль і Ботсвану на північ підкорили державу Бароце в західній частині сучасної Замбії.

## Міграція
Себетване став ватажком одного з кланів південних сото близько 1820 року під час Мфекане — тривалого періоду внутрішніх конфліктів і переміщень народів, пов’язаних з воєнною експансією зулусів під керівництвом Шаки. Під тиском зулусів клан кололо був змушений покинути свої корінні землі на території сучасної південноафриканської провінції Вільна держава і відкочувати на схід. Там кололо зіткнулися з работоргівцями з затоки Делагоа і були змушені тікати від них на північний захід. В 1824 році кололо вторглися до земель тсвана на теренах сучасної Ботсвани. У війні з племенем нгвакеце, яке панувало в південно-східній частині Ботсвани, кололо спочатку взяли верх; в бою з кололо загинув верховний правитель нгвакеце Макаба II. Але вже в 1826 році кололо були розбиті коаліцією племен тсвана і білих найманців, очоленою новим ватажком нгвакеце Себего (сином загиблого Макаби II), і були витиснені на північ.

## Вторгнення до держави Бароце
Через Шошонг кололо дісталися річки Ботеті на південному краї дельти Окаванго, вигнавши з цих земель плем’я тавана. В 1835 році кололо знову зіткнулися з тавана на берегах річки Чобе (Квандо) і знову розгромили їх. На берегах Квандо Себетване затримався на два роки, після чого кололо вирушили на схід до місця злиття Квандо з Замбезі — традиційного місця переходу через Замбезі. Перетнувши річку, Себетване спочатку повів свій народ геть від річки на північ, де підкорив племена скотарів тонга, що жили між Замбезі і Кафуе; кололо захопили велику кількість худоби і підсилили своє військо місцевими жителями. В цей час кололо були атаковані загонами ндебеле — іншого мандрівного народу, що прикочував з півдня Африки. Цей напад пощастило відбити, але загроза з боку войовничих ндебеле зоставалася дуже серйозною.
В 1838 році Себетване дізнався про існування на заході, на родючих прирічкових полонинах вище по течії Замбезі, багатої держави Бароце, населеної народом лозі. Держава Бароце, яка в той час була виснажена внутрішнім конфліктом між синами нещодавно померлого правителя, була неспроможна протистояти вторгненню армії кололо, загартованих десятиріччями безперервних боїв і очолених обдарованим стратегом. В декількох битвах Себетване розгромив основні сили лозі, однак остаточно країна була підкорена лише через п’ять років.
Невдовзі після захоплення держави Бароце ндебеле під керівництвом свого ватажка Мзіліказі здійснили ще два напади на кололо, які Себетване, з допомогою лозі, також відбив, встановивши по Замбезі межу між сферами впливу Бароце і Матабеле (держави ндебеле на території сучасного західного Зімбабве). 

## Володар держави Бароце
Показавши себе не тільки талановитим полководцем, але й кмітливим політиком, Себетване зумів утримати і консолідувати свої завоювання. Справедливим поводженням з підкореними народами він здобув лояльність своїх нових підданців і об’єднав довкола себе ворожі фракції лозі. Зважаючи на величезну кількісну перевагу підкорених лозі над завойовниками, Себетване виявив далекоглядність і державне мислення, не дозволивши кололо стати пануючою аристократією над безправними лозі; натомість, він скористався місцевими традиційними структурами влади, залишивши їм достатньо широкі повноваження. Організувавши розумне управління країною, він створив базу для її мирного розвитку протягом наступних двох десятиріч. 
Спочатку Себетване влаштував свою столицю в Наліеле на полонині Бароце, але невдовзі переніс свою резиденцію на південну периферію країни до боліт Лін’янті на території сучасної Смуги Капріві в Намібії (поблизу сучасного поселення Сангвалі).
Саме тут Себетване в 1851 році зустрівся з Девідом Лівінгстоном і Вільямом Освеллом, першими європейцями, що дісталися до держави Бароце. Розповіді Себетване, записані Лівінгстоном і Освальдом, слугують одним з основних джерел відомостей з історії народу кололо та їхніх міграцій.
Себетване помер під час перебування Лівінгстона і Освелла в його столиці, в тому ж 1851 році, за повідомленням Лівінгстона, від запалення легень, яке було спричинено старою раною.
Згідно з волею Себетване, йому наслідувала дочка Мамочісане, яка, однак, невдовзі зреклася престолу на користь свого брата по батькові Секелету.